# Alex Majoli
Alex Majoli (Ravena, 11 de abril de 1971) es un fotógrafo italiano, miembro de la Agencia Magnum desde 2001.
Ha cubierto las guerras de Irak y Yugoslavia, la caída de los talibanes en Afganistán y ha realizado reportajes en China, Congo y Grecia.

## Biografía
Nacido en Rávena en 1971 . Asistió al Instituto de Arte de su ciudad natal, donde se graduó en 1991 .
Más tarde se trasladó a Milán donde comenzó a trabajar como reportero gráfico  para la agencia Grazia Neri. Viaja a Yugoslavia para documentar el conflicto en curso, que terminará con la disolución del Estado. También fue a Albania, en proceso de restauración sin derramamiento de sangre, de las libertades democráticas tras la caída de la antigua dictadura.
En 1995 fue a América del Sur durante varios meses, fotografiando diversos temas para su proyecto personal Réquiem en Samba. 
En 1998 trabajó en el proyecto Hotel Marinum, sobre la vida en las ciudades portuarias de todo el mundo, con el que ha realizado un espectáculo teatral multimedia. Ese mismo año comenzó a hacer cortometrajes y documentales.
En 1999 hizo un retrato íntimo de la clausura de un asilo para enfermos mentales en la isla de Leros, Grecia. Un proyecto que se convirtió en el tema de su primer libro, Leros.
En 2001 se convirtió en el miembro de la Agencia Magnum más joven de la historia.
Más tarde trabaja en reportajes en Afganistán, donde documenta la caída del régimen Talibán, Irak, Ruanda, Congo y Letonia , también está trabajando en cortometrajes y documentales.
En 2011 fue elegido presidente de la agencia Magnum. En 2016 presentó su trabajo sobre migración, Migranesimo, una reflexión sobre la condición humana.

## Obras publicadas
- One Vote, Filigranes Editions, Francia (2004)
- Leros, Phaidon Press, Reino Unido (2003)

## Premios y reconocimientos
- 2002-2004 - Varias nominaciones al Premio Internacional de Fotografía del año ( Picture of the Year )
- 2004 - Feature Photography Award Club de Prensa Extranjera en América
- 2004 - Magazine Photographer of the Year, Best of Journalism Contest, organizado por el National Press Photographers Association
- 2003 - Infinity Award en la categoría de Fotoperiodismo.

## Exposiciones individuales
- 1988, Pensiamoci stanotte, La Galleria, Rávena, Italia
- 1997, Slave, Casa do Olodum, Salvador da Bahía, Brasil
- 1998, Bambini, Palazzo Reale, Génova, Italia
- 1999, Leros, Galleria Immagina, Venecia, Italia
- 1999, Massacre, Radiosity Gallery, Milán, Italia
- 2000, Leros, Ospedale Psichiatrico Paolo Pini, Milán, Italia
- 2004, Leros, VeryTrolley Gallery, Londres, Reino Unido
- 2006, Mi manchi Magazino dello zolfo, Rávena, Italia
- 2006, Leros Palazzo Magnani, Reggio Emilia, Italia